# Sodražica
Sodražica este o localitate din comuna Sodražica, Slovenia, cu o populație de 769 de locuitori.